# ابوالفضل رشید الدین میبدی

ابوالفضل رشیدالدین میبدی نویسنده، شاعر و مفسر قرآن شافعی مذهب در نیمهٔ نخست سده ششم هجری / دوازدهم میلادی است. مهمترین اثر وی تفسیر کشف الاسرار و عدة الابرار می‌باشد که تفسیر بزرگِ مشروحی از قرآن است و نوشتن آن در اوایل سال ۵۲۰ ه‍.ق / ۵۰۴ خورشیدی / ۱۱۲۶ م آغاز گردیده و چنان‌که میبدی خود در ابتدای کتاب گفته در حقیقت شرحی است بر تفسیری که استاد او خواجه عبدالله انصاری ترتیب داده بود.

## برشی از کشف الاسرار
بس خزائن معرفت که به او پیدا گردند، بس خفتگان که به او بیدار گردند، بس غافلان که به او هشیار گردند، بس طالبان که به او به مقصود رسیدند، بس مشتاقان که به او دوست را دریافتند. هم یاد است و هم یادگار، بنازش میدار تا وقت دیدار!
| گل را اثر روی تو گلپوش کند  |
| جان را سخن روی تو مدهوش کند |
| آتش که شراب وصل تو نوش کند  |
| از شوق تو سوختن فراموش کند  |

کنگره بین‌المللی بزرگداشت وی در اردیبهشت ماه سال ۱۳۷۴ شمسی به همت اداره کل فرهنگ و ارشاد اسلامی استان یزد به مدت سه روز در محل دانشگاه آزاد اسلامی میبد برگزار گردید. 

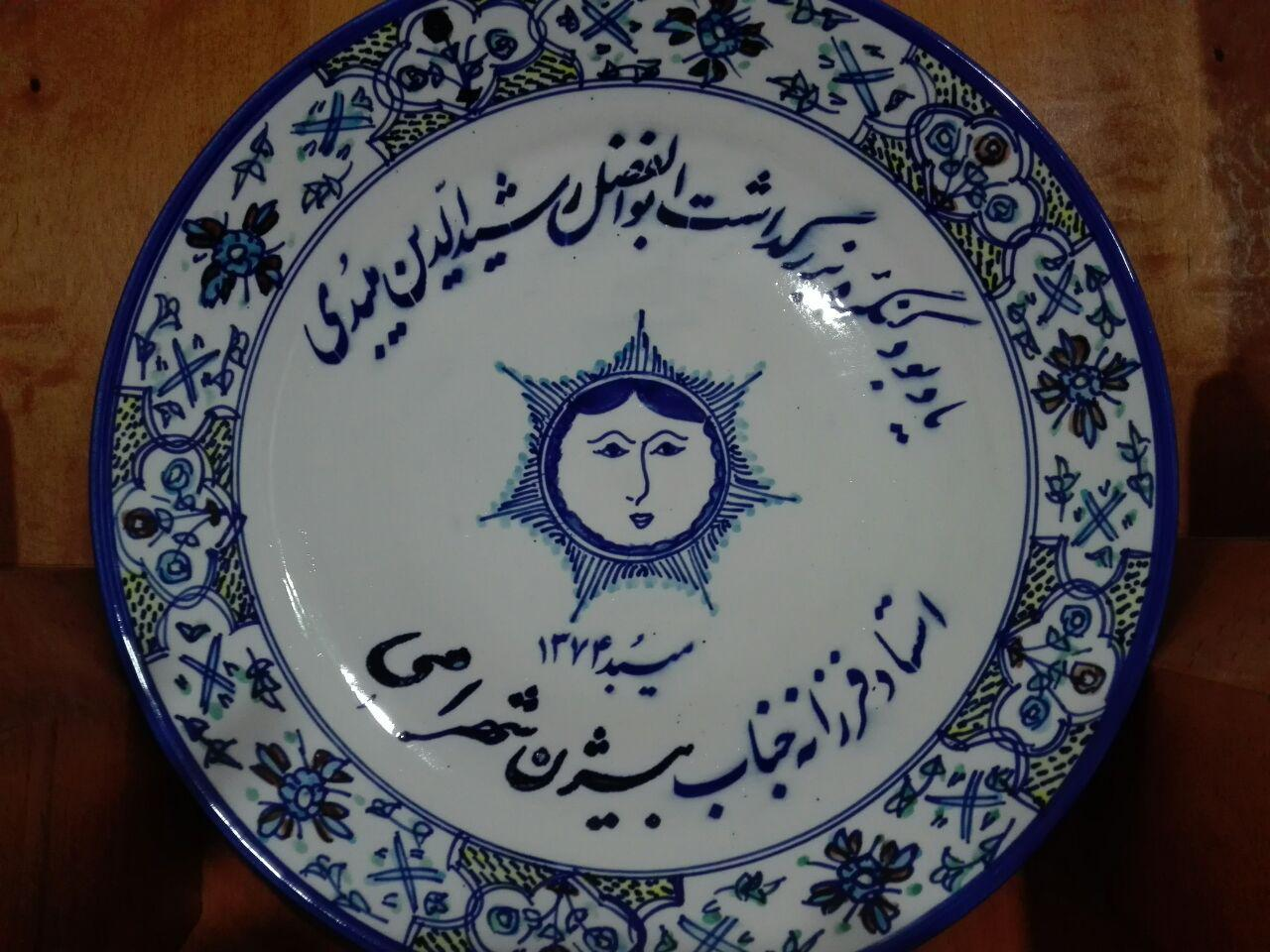
بشقاب میبد

 اساس کار رشیدالدین در تألیف تفسیر کشف الاسرار بر اساس تفسیری از قرآن توسط خواجه عبدالله انصاری است.

## مذهب میبدی
میبدی در فروع دین شافعی‌ مذهب و در اصول پیرو اهل حدیث بود.

## آثار
- کشف الاسرار و عدة الابرار
- الفصول
- کتابی با «چهل حدیث»
- طبقات الصوفیه